# 밀라노 교외 철도 S2선
S2선(이탈리아어: Linea S2)은 이탈리아 밀라노시와 근교를 다니는 밀라노 교외 철도 체계의 통근철도 노선이다.
S2선은 밀라노-아소선, 밀라노 파산테선을 따라 운행된다. S2선을 비롯해 모든 밀라노 교외 철도 노선은 트레노르드에서 운영하고 있다.

## 노선
S2선은 밀라노시를 횡단하는 노선으로 처음에는 마리아노 코멘세역에서 세베소역까지 남서쪽 방면으로 향하다가, 남쪽으로 밀라노 보비사-폴리테크니코역까지 이어진다. 여기서 다시 밀라노 파산테선을 타고 밀라노 도심을 가로질러 밀라노 로고레도역에서 끝난다. 총 이동시간은 1시간 8분이 소요된다.

## 역사
S2선은 2004년 12월 12일에 처음 운행을 시작하였으며, 마리아노 코멘세역에서 밀라노 포르타 비토리아역까지의 구간만 운행하였다.
2008년 6월 15일 운행 개편으로 밀라노 포르타 비토리아역에서 밀라노 로고레도역까지 운행범위가 연장되었다. 로고레도역에서 제노아, 볼로냐, 만투아를 오가는 지역철도 및 장거리철도 열차로 환승할 수 있게 되었다.
노선 첫 계획 당시에는 밀라노 로고레도에서 파비아역까지 추가로 운행을 연장할 예정이었으나 실현되지는 않았다. 파비아역까지의 철도 운행은 이후 신설된 노선인 밀라노 교외 철도 S13선이 대신하게 되었다.

## 역 목록
S1선이 다니는 역은 다음과 같다. 푸른색 배경은 밀라노 시 권역에 속하는 역이다.
| 역                       | 개업   | 환승                                                                                         | 주        |
| ------------------------ | ------ | -------------------------------------------------------------------------------------------- | --------- |
| 마리아노 코멘세          | 1879년 | Treni regionali                                                                              | 제한 운행 |
| 카비아테                 | 1879년 | Treni regionali                                                                              | 제한 운행 |
| 메다                     | 1879년 | Treni regionali                                                                              | 제한 운행 |
| 세베소                   | 1879년 | Treni regionali                                                                              |           |
| 체사노 마데르노          | 2011년 | Treni regionali                                                                              |           |
| 보비시오 마시아고-몸벨로 | 1879년 |                                                                                              |           |
| 바레도                   | 1879년 |                                                                                              |           |
| 팔라촐로 밀라노          | 1879년 |                                                                                              |           |
| 파데르노 두그나노        | 1879년 |                                                                                              |           |
| 코르마노-쿠사노          | 2015년 |                                                                                              |           |
| 밀라노 브루차노          | 2014년 |                                                                                              |           |
| 밀라노 아포리            | 2011년 | Line M3 · Treni regionali                                                                    |           |
| 밀라노 보비사            | 1991년 | MXP                                                                                          |           |
| 밀라노 란체티            | 1997년 | Line S11 · Line S12 · Line S13                                                               |           |
| 밀라노 포르타 가리발디   | 1997년 | MXP                                                                                          |           |
| 밀라노 레푸블리카        | 1997년 | Line M3 · Line S12 · Line S13                                                                |           |
| 밀라노 포르타 베네치아   | 1997년 | Line M1 · Line S12 · Line S13                                                                |           |
| 밀라노 다테오            | 2002년 | package.lua 80번째 줄에서 Lua 오류: module 'Module:Adjacent stations/Milan Metro' not found. |           |
| 밀라노 포르타 비토리아   | 2004년 | Line S12 · Line S13                                                                          |           |
| 밀라노 로고레도          | 1862년 | Line M3 · Line S12 · Line S13 · Treni regionali                                              |           |

## 같이 보기
- 밀라노 교외 철도의 역 목록
- 이탈리아의 철도
- 밀라노의 교통